# Reigada (Monforte de Lemos)
Reigada (llamada oficialmente San Salvador de Reigada) es una parroquia y una aldea española del municipio de Monforte de Lemos, en la provincia de Lugo, Galicia.

## Otras denominaciones
La parroquia también es conocida por el nombre de O Salvador de Reigada.

## Límites
Limita con las parroquias de Ribas Altas y Parte al norte, Chavaga al este, Bascós al sur y Monforte de Lemos al oeste.

## Organización territorial
La parroquia está formada por diez entidades de población, constando seis de ellas en el nomenclátor del Instituto Nacional de Estadística español:
- A Senra
- Campo (O Campo)
- Fontes (As Fontes)
- Dalama (A Lama)
- Mourelos
- O Cimo do Lugar
- Os Campos
- Reigada
- Río
- Rosela (A Rosela)

## Demografía

### Parroquia
| Gráfica de evolución demográfica de Reigada (parroquia) entre 2000 y 2020 |
|                                                                           |
| Datos según el nomenclátor publicado por el INE.                          |

### Aldea
| Gráfica de evolución demográfica de Reigada (aldea) entre 2000 y 2020 |
|                                                                       |
| Datos según el nomenclátor publicado por el INE.                      |